# Myersville (Maryland)
Myersville es un pueblo ubicado en el condado de Frederick en el estado estadounidense de Maryland. En el año 2010 tenía una población de 1626 habitantes y una densidad poblacional de 961,6 personas por km².

## Geografía
Myersville se encuentra ubicado en las coordenadas 
39°39′42″N 76°53′17″O / 39.66167, -76.88806.

## Demografía
Según la Oficina del Censo en 2000 los ingresos medios por hogar en la localidad eran de $96.184 y los ingresos medios por familia eran $106.250. Los hombres tenían unos ingresos medios de $78.295 frente a los $47.981 para las mujeres. La renta per cápita para la localidad era de $32.416. Alrededor del 0,8% de la población estaba por debajo del umbral de pobreza.